# Mesosa bipunctata
Mesosa bipunctata es una especie de escarabajo longicornio del género Mesosa, categorizada en la tribu Mesosini, de la subfamilia Lamiinae. Fue descrita por Chiang en 1952.

## Descripción
Mide 9 mm de longitud.

## Distribución
Se distribuye por China.